# Longue durée (École des Annales)
La longue durée (ou temps long,) est un concept utilisé en histoire par l'École des Annales. Il a été élaboré par Fernand Braudel en 1949 dans sa thèse sur La Méditerranée et le Monde méditerranéen à l'époque de Philippe II où il introduit ce nouveau concept permettant une approche nouvelle des faits historiques.
À côté de l'histoire traditionnelle (c'est l'histoire dite évènementielle, condamnée par l'école des Annales) « à oscillations brèves, rapides, nerveuses » et de l'histoire cyclique et conjoncturelle (histoire économique et sociale) caractérisée par des phases lentes, il introduit l'histoire quasi immobile qui s'intéresse aux phénomènes extrêmement longs (évolution des paysages, histoire de l'homme dans ses rapports avec le milieu).
En 1958, à l'occasion d'une controverse avec Claude Lévi-Strauss, il théorise dans son article « La Longue Durée » le modèle de la pluralité des temps de l'Histoire (structure / conjoncture / évènement). Dès lors, la notion de longue durée acquiert sa légitimité.